# Open FFB de snooker 2013
L'Open FFB 2013 est un tournoi de snooker classé mineur, qui s'est déroulé du 4 au 6 janvier 2013 à l'Event Forum de Fürstenfeldbruck, en Allemagne. Il est sponsorisé par la société Arcaden. Les qualifications et les deux premiers tours se sont tenus à la World Snooker Academy de Sheffield du 26 au 27 novembre 2012.

## Déroulement
Il s'agit de la treizième épreuve du championnat européen des joueurs, une série de tournois disputés en Europe (10 épreuves) et en Asie (3 épreuves), lors desquels les joueurs doivent accumuler des points afin de se qualifier pour la grande finale à Galway.
L'événement compte un total de 132 participants, dont 128 ont atteint le tableau final. Le vainqueur remporte une prime de 12 000 €.
Le tournoi est remporté par Mark Selby devant Graeme Dott 4 manches à 3 en finale, grâce à un break de 90 points dans la manche décisive. Selby s'adjuge donc un deuxième titre en trois finales sur le circuit européen cette saison.

## Dotation
La répartition des prix est la suivante :
- Vainqueur : 12 000 €
- Finaliste : 6 000 €
- Demi-finaliste : 3 000 €
- Quart de finaliste : 2 000 €
- 8èmes de finale : 1 250 €
- 16èmes de finale : 750 €
- Deuxième tour : 500 €
- Dotation totale : 70 000 €

## Phases finales
|  | Quarts de finale au meilleur des 7 manches | Quarts de finale au meilleur des 7 manches | Quarts de finale au meilleur des 7 manches |             |            | Demi-finales au meilleur des 7 manches | Demi-finales au meilleur des 7 manches | Demi-finales au meilleur des 7 manches |  |  | Finale au meilleur des 7 manches | Finale au meilleur des 7 manches | Finale au meilleur des 7 manches |
|  |                                            |                                            |                                            |             |            |                                        |                                        |                                        |  |  |                                  |                                  |                                  |
|  |                                            | Mark Selby                                 | 4                                          |             |            |                                        |                                        |                                        |  |  |                                  |                                  |                                  |
|  |                                            | Thanawat Thirapongpaiboon                  | 0                                          |             |            |                                        |                                        |                                        |  |  |                                  |                                  |                                  |
|  |                                            | Thanawat Thirapongpaiboon                  | 0                                          |             | Mark Selby | 4                                      |                                        |                                        |  |  |                                  |                                  |                                  |
|  |                                            |                                            |                                            |             | Mark Selby | 4                                      |                                        |                                        |  |  |                                  |                                  |                                  |
|  |                                            |                                            | Tian Pengfei                               | 2           |            |                                        |                                        |                                        |  |  |                                  |                                  |                                  |
|  |                                            | Tian Pengfei                               | Tian Pengfei                               | 2           | 4          |                                        |                                        |                                        |  |  |                                  |                                  |                                  |
|  |                                            | Tian Pengfei                               |                                            |             | 4          |                                        |                                        |                                        |  |  |                                  |                                  |                                  |
|  |                                            | Martin Gould                               | 2                                          |             |            |                                        |                                        |                                        |  |  |                                  |                                  |                                  |
|  |                                            |                                            |                                            |             |            |                                        |                                        |                                        |  |  |                                  | Mark Selby                       | 4                                |
|  |                                            |                                            |                                            | Graeme Dott | 3          |                                        |                                        |                                        |  |  |                                  |                                  |                                  |
|  |                                            | Kurt Maflin                                | 3                                          |             |            |                                        |                                        |                                        |  |  |                                  |                                  |                                  |
|  |                                            | Rod Lawler                                 | 4                                          |             |            |                                        |                                        |                                        |  |  |                                  |                                  |                                  |
|  |                                            | Rod Lawler                                 | 4                                          |             | Rod Lawler | 0                                      |                                        |                                        |  |  |                                  |                                  |                                  |
|  |                                            |                                            |                                            |             | Rod Lawler | 0                                      |                                        |                                        |  |  |                                  |                                  |                                  |
|  |                                            |                                            | Graeme Dott                                | 4           |            |                                        |                                        |                                        |  |  |                                  |                                  |                                  |
|  |                                            | Graeme Dott                                | Graeme Dott                                | 4           | 4          |                                        |                                        |                                        |  |  |                                  |                                  |                                  |
|  |                                            | Graeme Dott                                |                                            |             | 4          |                                        |                                        |                                        |  |  |                                  |                                  |                                  |
|  |                                            | Ben Woollaston                             | 3                                          |             |            |                                        |                                        |                                        |  |  |                                  |                                  |                                  |

## Finale
| Finale au meilleur des 7 manches Arbitre : Maike Kesseler |                          |                    |
| Mark Selby Angleterre                                     | 4 - 3 ( - )              | Graeme Dott Écosse |
| 0 90                                                      | Centuries Meilleur break | 1 106              |
| Mark Selby remporte l'Open FFB 2013                       |                          |                    |